# 昭庆寺
昭庆寺为位于中国浙江省杭州市西湖区钱塘门外昭庆寺里街22号的一处佛教律寺，原与净慈寺、灵隐寺和圣因寺并列为西湖四大丛林。该寺始建于北宋乾德五年（967），原名菩提院，太平兴国年间改为今名，后屡毁屡建，至清乾隆三十六年（1771）重建后有山门、青莲池（放生池）、万善桥、天王殿、大雄宝殿、万寿戒坛（内悬御书“深入定慧”匾额）、千佛阁、藏经阁和定观堂等建筑，寺庙范围则东至古新河（西护城河），西至松木场河（今保俶路），南至西湖，北至庆忌塔（今凤起路与省府路之间，浙江省人民大会堂范围内）。原建筑自20世纪20年代后被陆续拆毁，1963年6月因其址改建杭州市少年宫（即杭州青少年活动中心），现已不再作为宗教建筑使用。今仅存1929年火灾后重建的大雄宝殿，面阔五间，重檐歇山顶，其中采用了水泥和大理石等新式建筑材料。
1994年8月，杭州市考古所在大雄宝殿前方的废井中出土法器一批共23件，包括香炉、花觚、烛台、铃、罄、铙、钹和镜等，以铜器为主，也有少量锡器，年代为明代至清早期，现藏于杭州博物馆。